# Molí del Vent (Montornès del Vallès)
El Molí del Vent és una obra de Montornès del Vallès (Vallès Oriental) inclosa a l'Inventari del Patrimoni Arquitectònic de Catalunya.

## Descripció
El molí o bomba de vent de Can Vilaró, es va construir a finals de 1883, amb l'objectiu de proveir d'aigua potable la finca de Can Vilaró.
Es tracta d'una torre de planta octogonal irregular, construïda amb maó i arrebossada, situada arran de carretera. L'estructura presenta tres cossos delimitats per motllures de mitja canya que sobresurten del nivell vertical dels murs, de manera que es conforma una base, el cos central que acull les finestres i un cos superior sobre el qual s'assentava l'estructura del molí que no es conserva. La motllura que separa la base del cos principal és de mitja canya simple i gruixuda.
Té una única porta d'accés que s'obre a la carretera, al nord-oest, en forma d'arc de mig punt amb guardapols de maçoneria i motllures a l'arrencament de l'arc. Conserva una porta de xapa metàl·lica que té inscrita la data 1883 feta amb xinxetes. Sobre la porta hi ha una doble finestra, amb dos arcs de mig punt emmarcats. Als altres tres murs més amples hi ha una finestra a cada un, d'una sola obertura amb arc de mig punt. La motllura superior que marca el coronament és doble i té una decoració a la part inferior de rajoles alternes que emmarquen el mur. El cos superior sostenia una estructura metàl·lica amb les aspes que giraven amb el vent i que bombava aigua del pou que hi havia al subsòl, de la que es conserva únicament el peu. L'aigua era dirigida fins a la masia mitjançant un canal de terrissa. L'activitat del molí va continuar fins ben entrada la segona meitat del segle xx. Sembla que més tard aquest molí va produir energia de baix voltatge.

## Història
A la porta del molí hi apareix l'any 1883, segurament referent a l'any en què es construí. Originàriament, servia per abastir d'aigua potable a la Masia Vilaró, situada a l'altra banda de la carretera.